# Mitsubishi Cordia
Der Mitsubishi Cordia ist ein von Herbst 1982 bis Mitte 1990 gebautes Coupé des japanischen Autoherstellers Mitsubishi Motors auf Basis der Mittelklasse-Limousine Tredia. Das Vorgängermodell ist der noch auf dem Lancer basierende Celeste. Die Bezeichnung Cordia ist eine Verknüpfung von „cordorite“ (einem glänzenden Mineral) und „diamonds“ (für das Logo von Mitsubishi).

## Geschichte
Der Cordia wurde zwischen den bestehenden Modellen Mitsubishi Starion, Galant und Lancer angeboten. Er hatte (wie auch der Tredia) Frontantrieb. Um den Cordia von der Limousine zu unterscheiden, erhielt er eine veränderte Frontpartie.

### Motoren und Technik
Mitsubishi bot den Cordia mit Schalt- oder Automatikgetriebe an. Drei Motoren standen zur Auswahl, wobei die Leistung je nach Markt leicht variierte: Ein 1,4-Liter-Motor mit 68 bis 70 PS (50–51 kW), ein 1,6-Liter-Motor mit 75 bis 87 PS (55–65 kW) und ein 1,6-Liter-Motor mit Turbolader und 114 PS (84 kW). Nicht alle Motoren waren auf allen Märkten verfügbar. Für einige Exportmärkte wurde auch ein 1,6-Liter-Motor mit Vergasermotor mit 111 PS (82 kW) angeboten.
Die Fahrzeuge erhielten 1984 ein Facelift, und im selben Jahr wurde auf dem japanischen Heimatmarkt die Option eines Allradantriebs angeboten. Neu war ein 1,8-Liter-Motor, der als Saugmotor mit 90 PS (66 kW) leistete. Mit Turbolader leistete der Motor in Europa 137 PS (101 kW) und in Großbritannien 117 PS (86,5 kW).
Der Cordia war eines der ersten in Großserie produzierten Fahrzeuge, bei dem optional ein elektronisches Kombiinstrument mit Flüssigkristallanzeige (LCD) angeboten wurde.

Zum Stichtag 1. Januar 2024 waren laut Kraftfahrtbundesamt in Deutschland noch 18 Mitsubishi Cordia angemeldet.

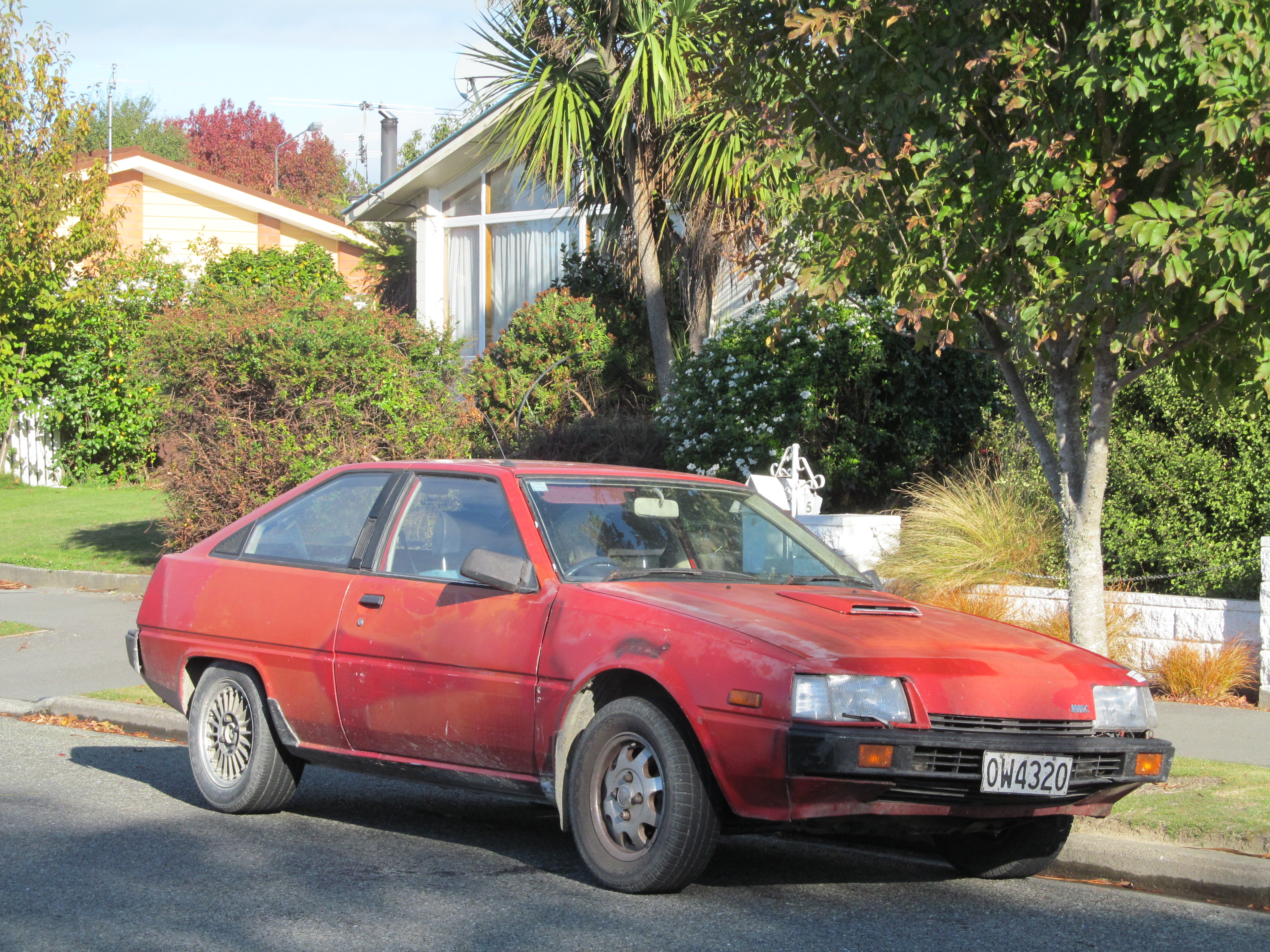
Mitsubishi Cordia Turbo (1983)
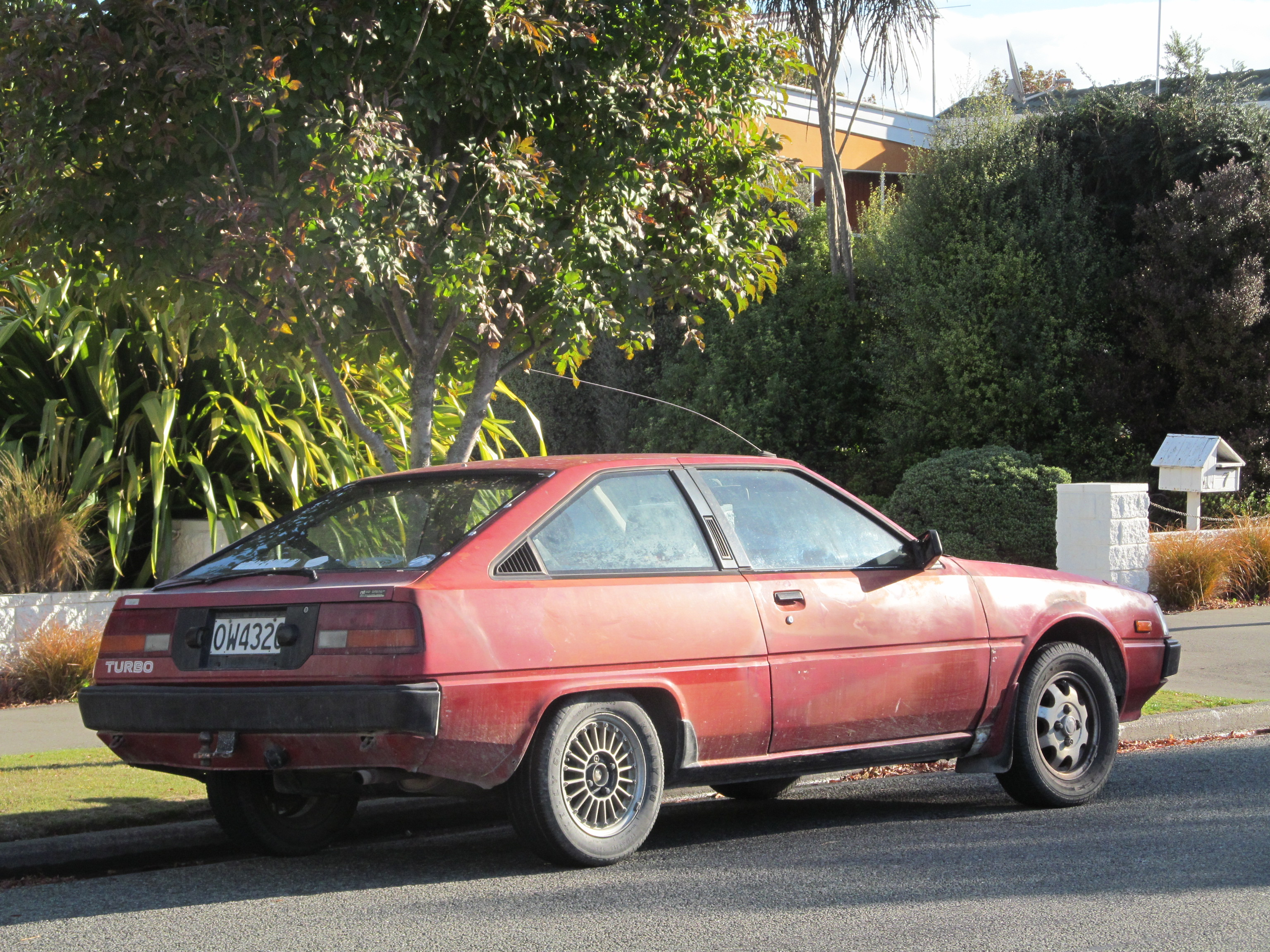
Heckansicht
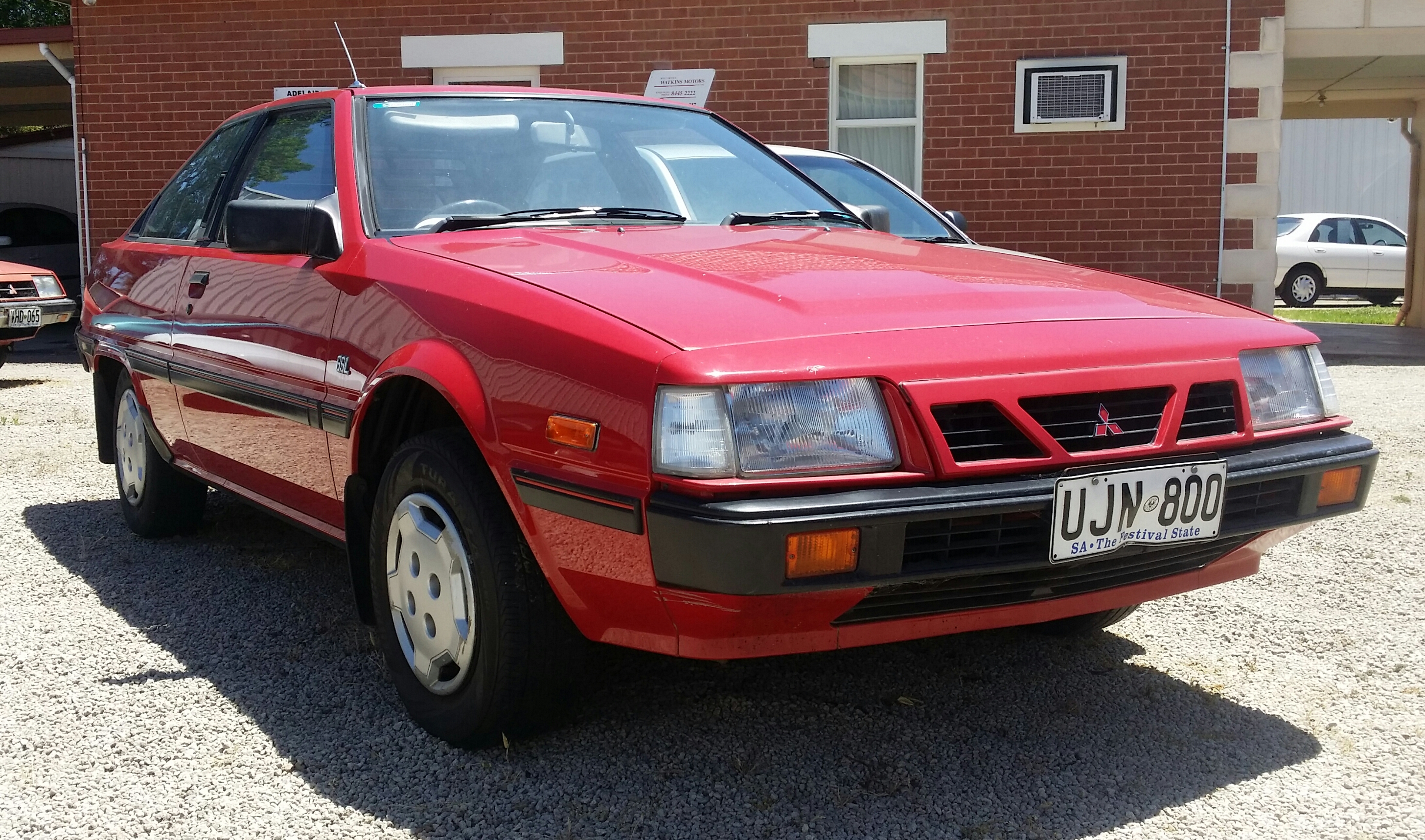
Mitsubishi Cordia (1984–1990)
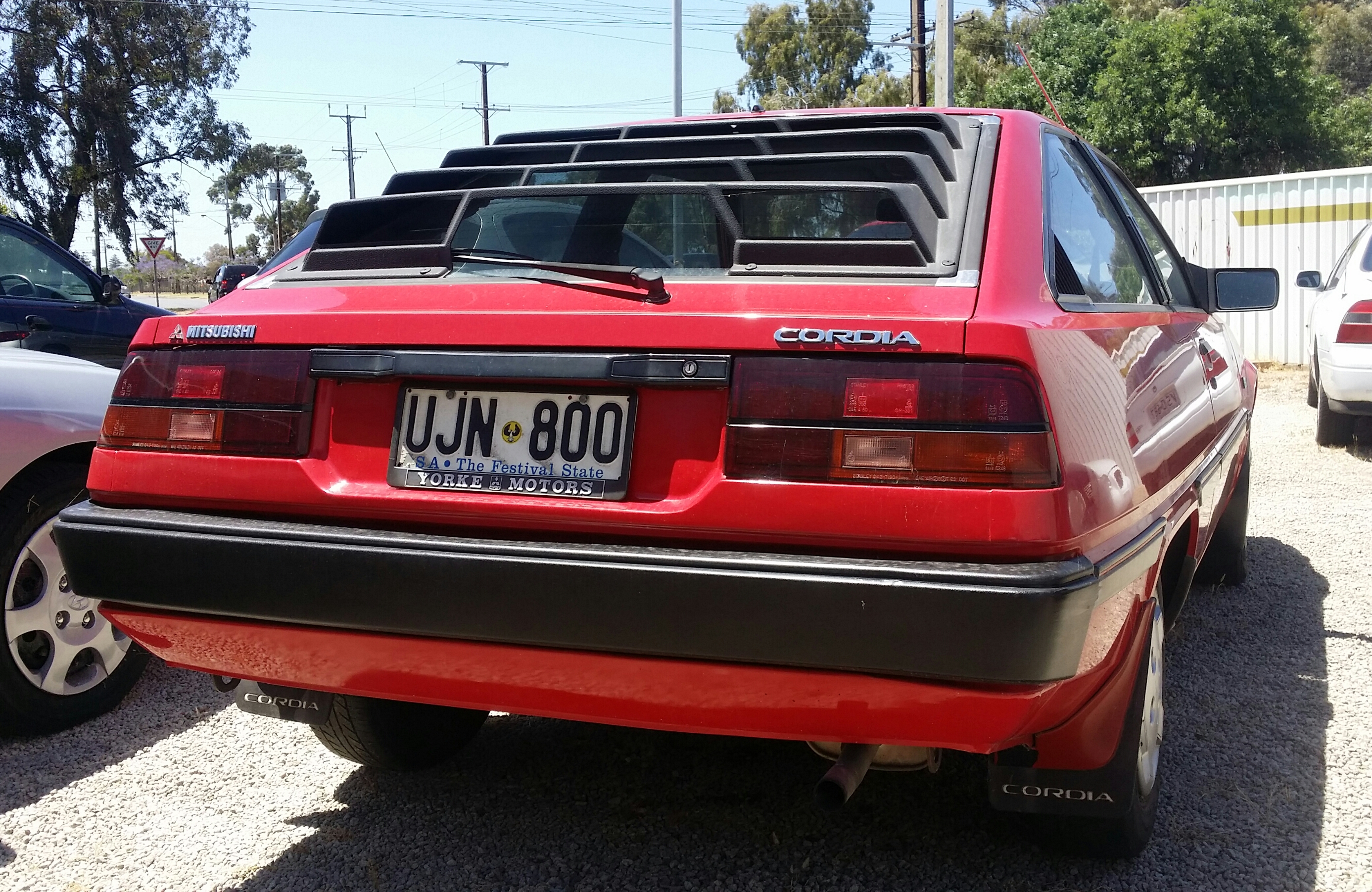
Heckansicht
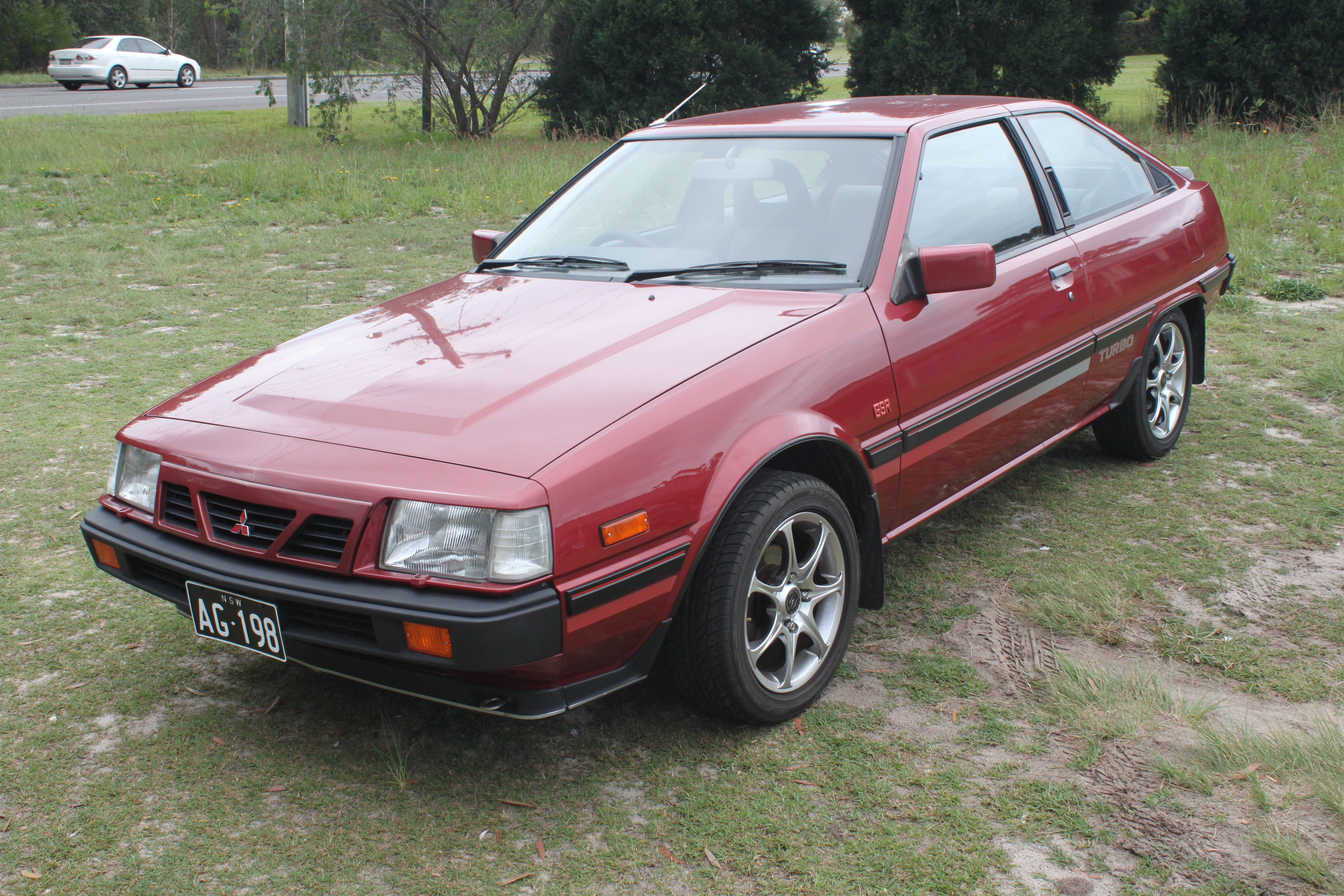
Mitsubishi Cordia GSR Turbo (1984–1990)
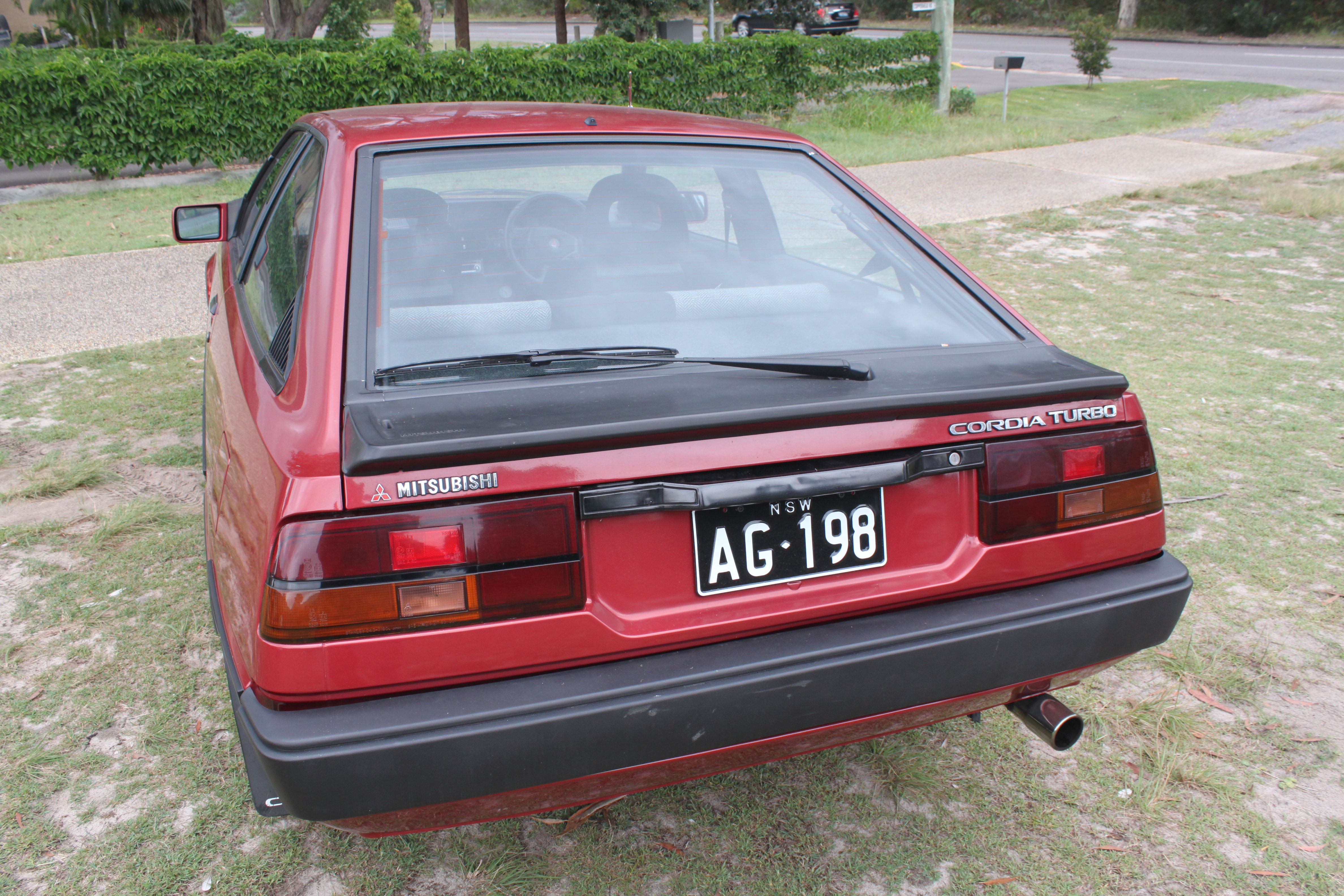
Heckansicht
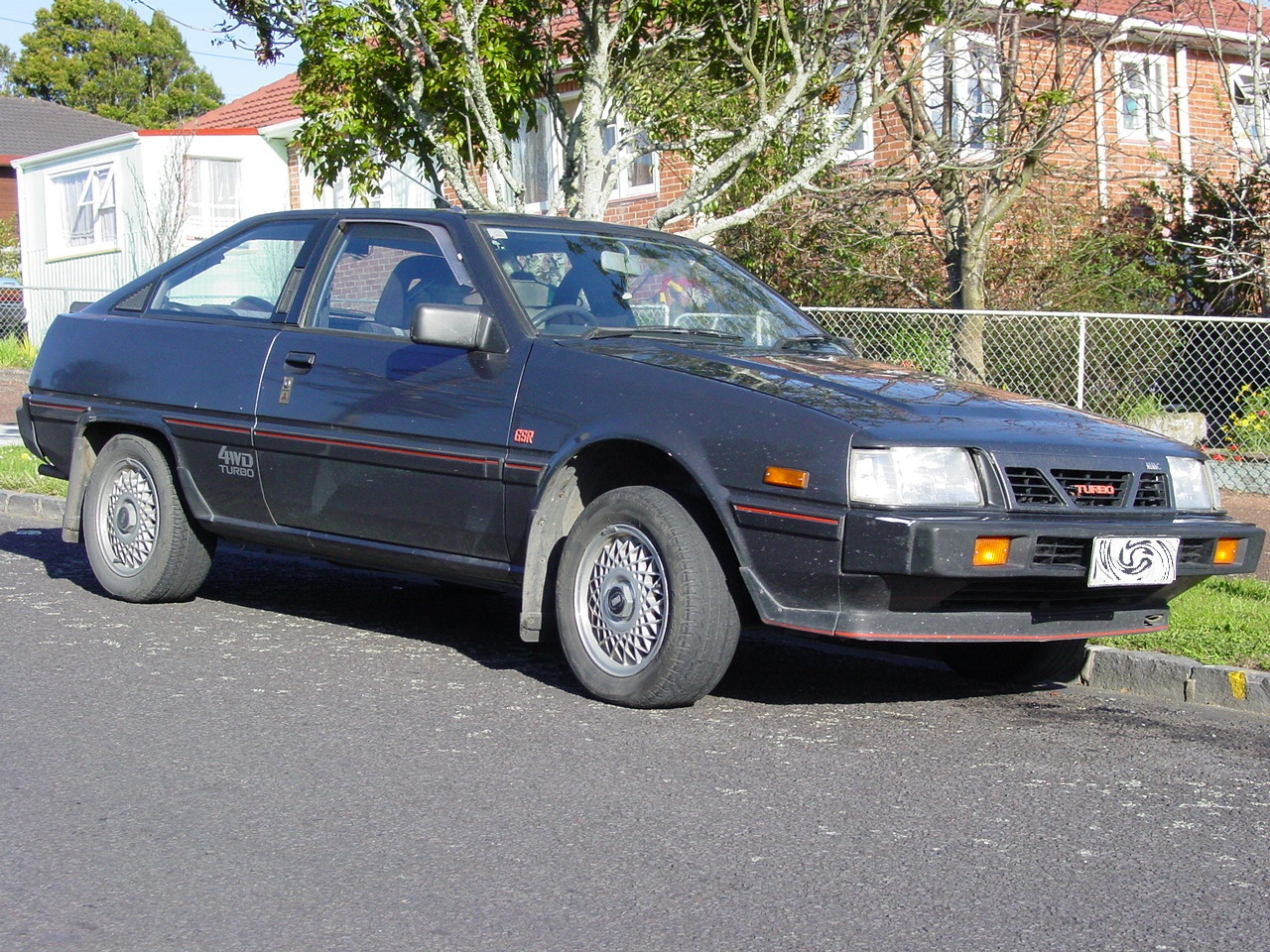
Mitsubishi Cordia GSR Turbo 4x4 (Japan)
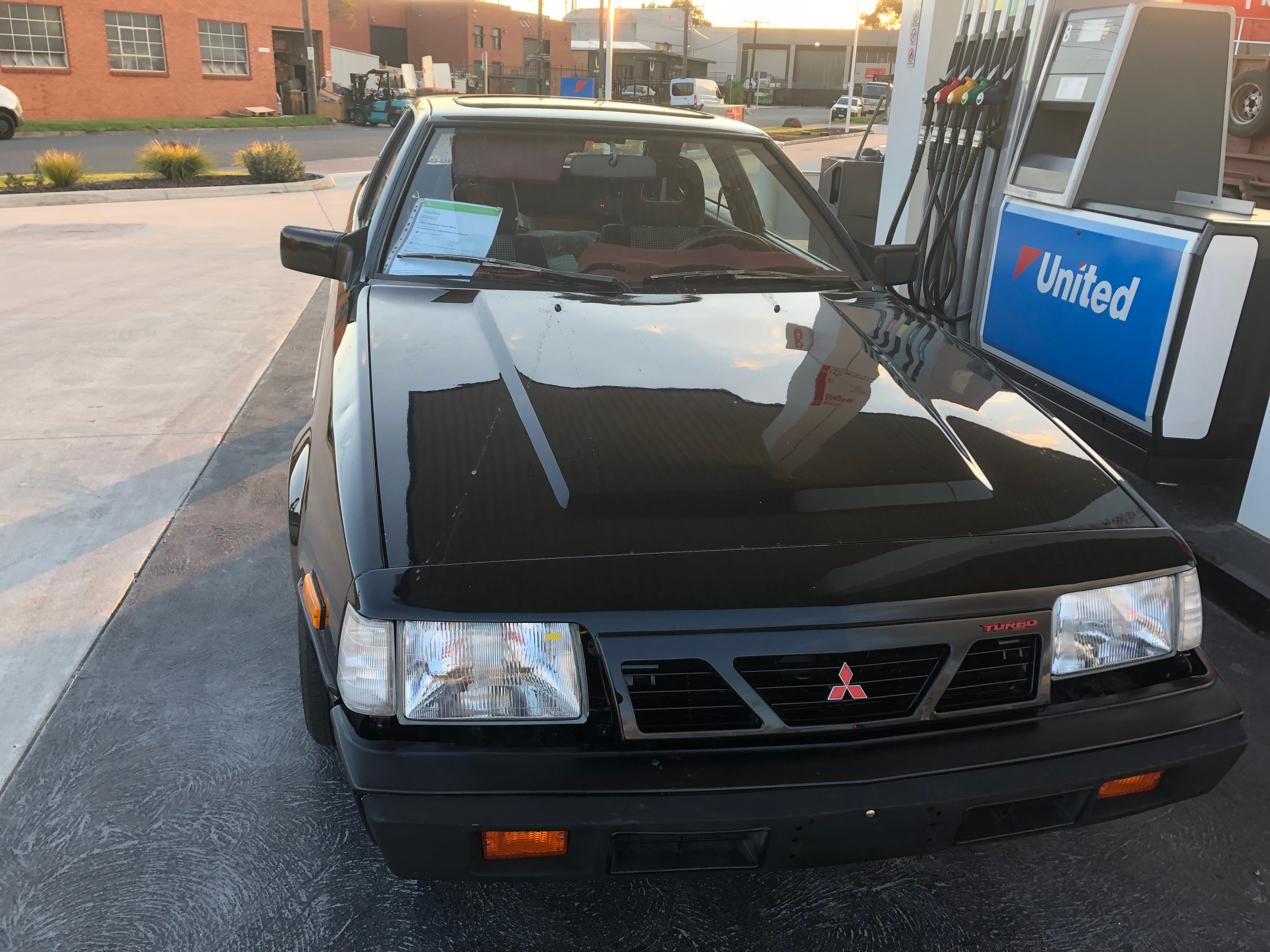
Mitsubishi Cordia Turbo (USA)
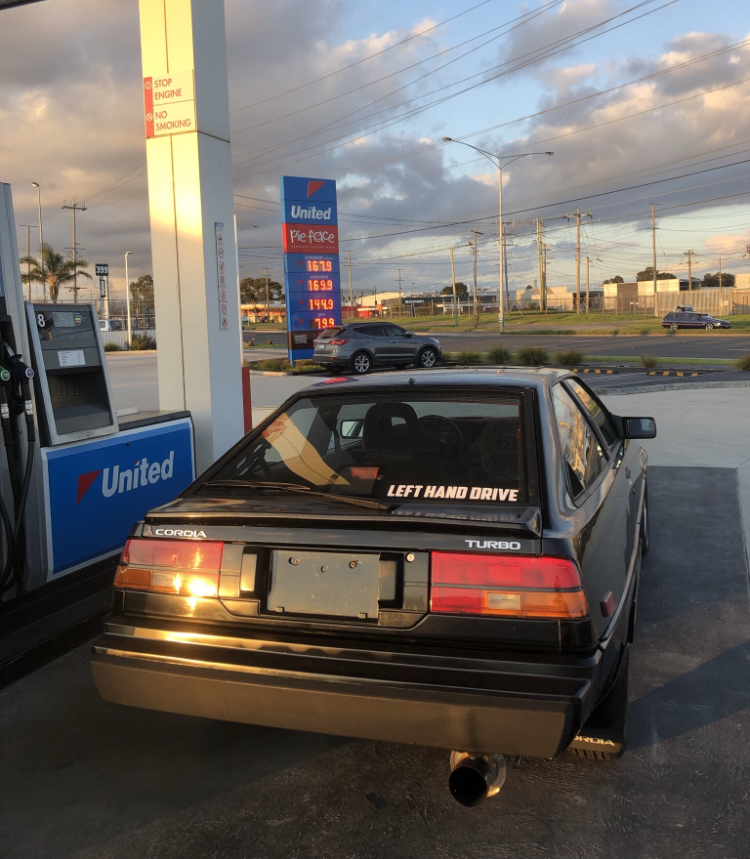
Heckansicht
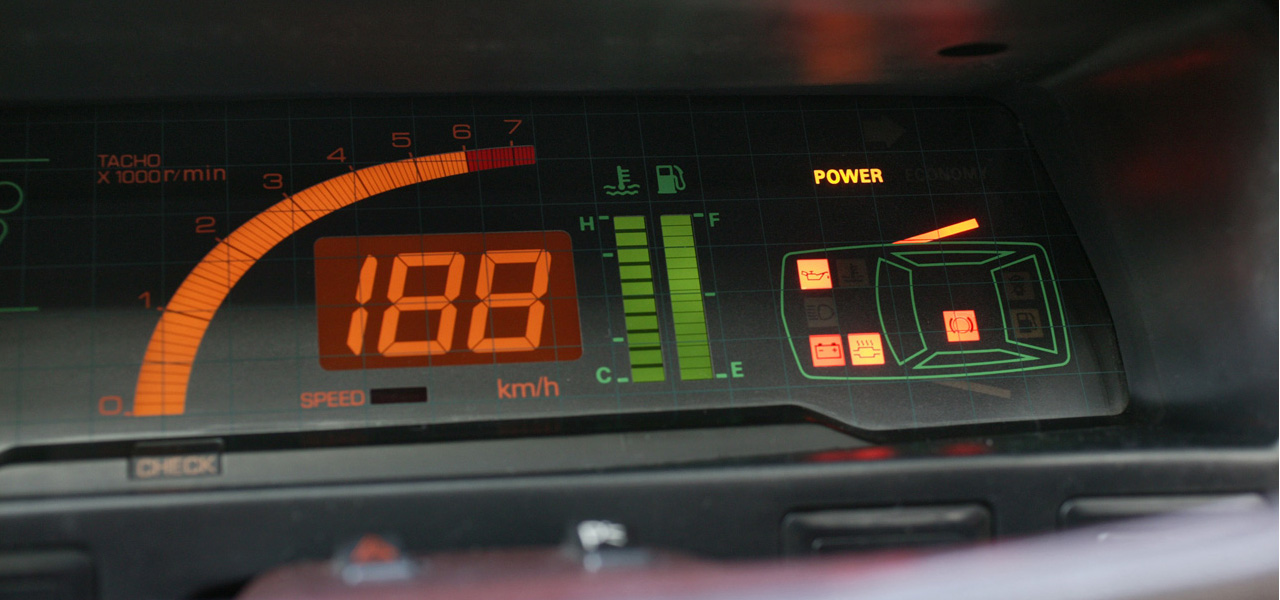
Digitales Kombiinstrument